# Eugène Schneider
Joseph Eugène Schneider (29. března 1805 Bidestroff, Département Moselle – 27. listopadu 1875 Paříž) byl francouzský průmyslník. V roce 1836 společně se svým bratrem Adolphem založil firmu Schneider.

## Život

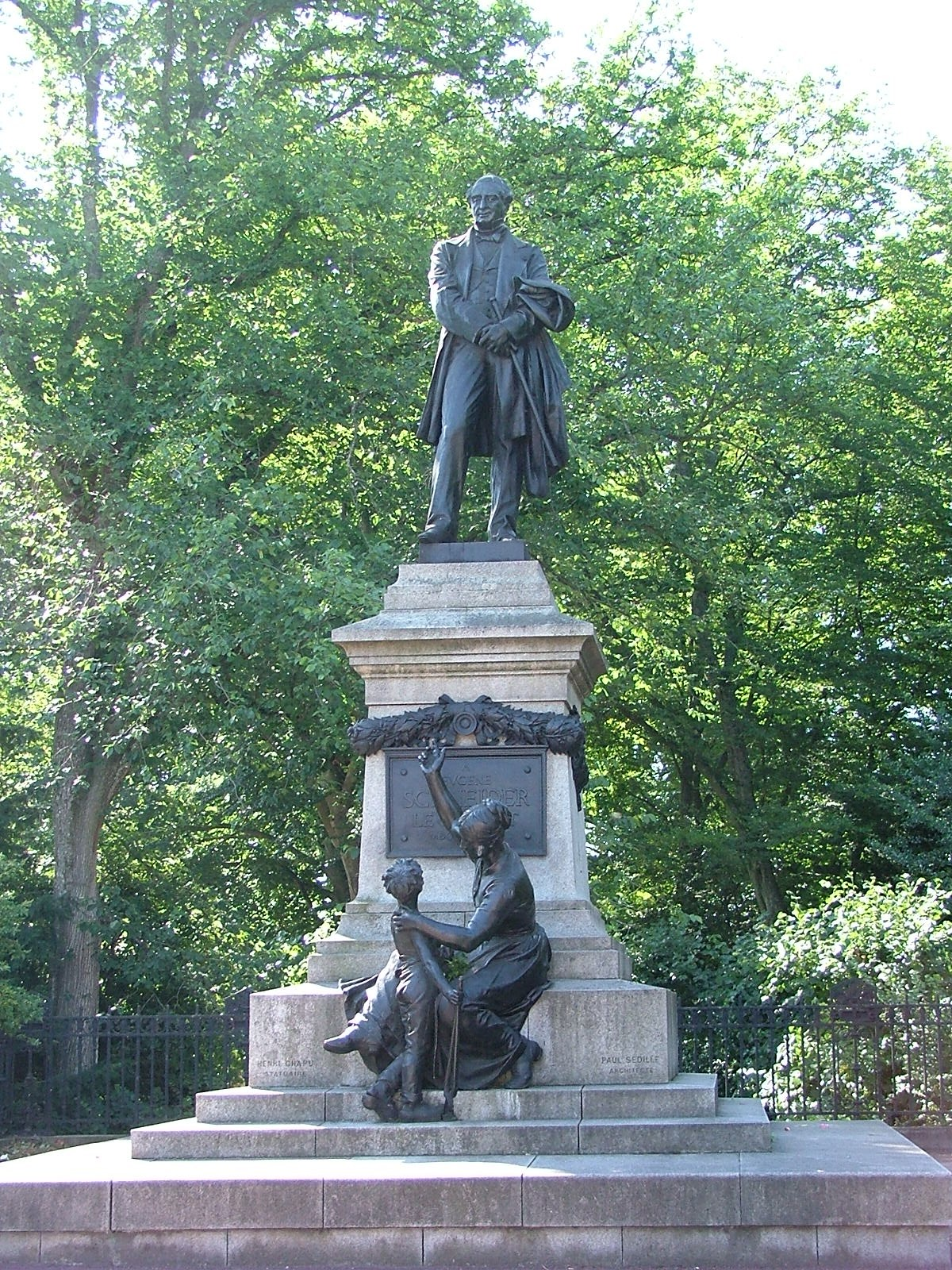
Pomník Eugène Schneidera v Le Creuzot

Eugène Schneider byl synem Antoine Schneidera (1759–1828) a Anny-Catherine Durandové.
Schneider byl po smrti svého otce bez prostředků, začal pracovat v obchodě v Remeši a poté v bankovním domě Seillière. Díky svým schopnostem se ve věku 25 let stal ředitelem železáren v Bazeilles. Jeho bratr Adolphe Schneider (1802–1845) byl v roce 1833 jmenován generálním ředitelem bývalé královské slévárny v Le Creuzot a Eugène se v témže roce stal jedním z vedoucích pracovníků. Významně přispěl k její prosperitě. V roce 1836 se svým starším bratrem Adolphem tuto bývalou královskou slévárnu v Le Creusot koupili a založili firmu Schneider et Cie (později Schneider SA a Schneider Electric). Ta se stala základem jednoho z největších průmyslových impérií ve Francii 19. století. V roce 1839 vyrobila první lokomotivy a v roce 1840 první francouzský parník. Firma expandovala a rozšířila své působení i do zbrojního průmyslu. Na mezinárodním poli působila ve východní a střední Evropě (Čechy, Rumunsko, Polsko, Uhry).
V krizovém roce 1848 zachránil Charles de Wendel a Eugène Schneider slévárnu ve Fourchambault před bankrotem společným podpisem obrovského bankovního úvěru. Schneider získal monopol pro dodávky zbraní francouzské vládě, dodával také materiál pro železniční výstavbu podporovanou vládou. V roce 1864 založil s dalšími průmyslníky Comité des Forges. Organizace sdružovala největší výrobce oceli a železa ve Francii a jejím cílem bylo zlepšovat vztahy mezi průmyslem a vládou, podporovat vývoz a koordinovat cenovou politiku. Obvykle zaujímala v obchodních otázkách protekcionistický přístup a byla proti sociálním právním předpisům, které by zvýšily výrobní náklady. Eugène Schneider byl jejím prvním prezidentem.
Schneider byl i politicky aktivní, v Le Creusot byl městským radním a v roce 1866 se stal starostou. V letech 1845 a 1846 byl zvolen do Národního shromáždění. Od 20. ledna do 10. dubna 1851 byl ministrem obchodu a zemědělství. Od roku 1852 byl opět členem Národního shromáždění, dočasně byl jeho místopředsedou a později předsedou. I zde podporoval Napoleona III.
Od roku 1864 byl prvním prezidentem banky Société Générale. V roce 1874 postihla Eugène Schneidera mrtvice a plně ochrnul. Dne 27. listopadu 1875 zemřel v Paříži ve věku 70 let a byl pohřben na hřbitově v Le Creusot (Département Saône-et-Loire).
Jeho dva synové byli v politice činní rovněž. Henriho (1840–1898), který vedl společnost po otcově smrti, následoval jeho syn Eugène Schneider II. (1868-1942) a jeho syn Charles Schneider (1898-1960).

## Ocenění
Eugène Schneider je jedním ze 72 významných mužů, jejichž jméno je zapsáno na Eiffelově věži v Paříži.
Získal také Velkokříž Řádu čestné legie.